# Burgermühle (Brackenheim)
Die Burgermühle (auch Spielberger Mühle) ist ein historisches Mühlenanwesen in Brackenheim im Landkreis Heilbronn im nördlichen Baden-Württemberg. Sie bildet den gleichnamigen, zur Stadt zählenden Wohnplatz.

## Lage
Die Mühle liegt südlich von Brackenheim an einem links von der Zaber abzweigenden, etwa 200 Meter langen Mühlkanal.

## Geschichte
1529 wurde die Mühle erstmals erwähnt, als die Mühle unter den Steinäckern, die zwei Wasserräder und anderthalb Morgen Wiesen besaß, zinste. Um 1700 war die Mühle im Besitz der Familie Rappold, ein alter Inschriftenstein von 1698 nennt die damaligen Besitzer. 1725 wird Hans Jakob Rappold als Müller auf der Mühle genannt. 1872 war die Mühle im Besitz von Jakob Günderich und David Pfannenschwanz. 1864 erhielt Christoph Müller die Genehmigung, ein neues Mühlrad für ein abgegangenes einzusetzen und damit drei Mahlgänge und einen Gerbgang anzutreiben. 1877 wurde von Friedrich Weitzäcker ein neues Kropfrad eingesetzt, an dem 1909 Änderungen und Reparaturen vorgenommen wurden. 1914 erhielt die Mühle eine Francis-Turbine. 1935 war Friedrich Spielberger im Besitz der Mühle. Seine Nachfahren betreiben die Mühle bis heute. 1958 übernahm Hans Spielberger die Mühle, 1994 in dritter Generation Volkmar Spielberger. Der Betrieb mit Wasserkraft endete um 1960, seitdem wird die Mühle nur noch durch Elektrizität betrieben. Der Betrieb wurde 1983 zu einem reinen Biobetrieb umgestellt, indem nur noch biologisch angebautes Getreide, meist aus Demeter-Anbau, verarbeitet wird. Mühlenprodukte aus Weizen und Dinkel werden seitdem unter dem Markennamen Spielberger bundesweit an über 2500 Naturkostläden geliefert, in der Mühle ist zudem eine Direktverkaufsstelle eingerichtet. 1993 wurde die Mühle um ein modernes Mühlengebäude erweitert. Die Mühle mit vier Hochleistungs-Doppelstühlen und einem Plansichter hat eine tägliche Kapazität von etwa 30 Tonnen.